# Fonsecaea monophora
Fonsecaea monophora är en svampart som först beskrevs av M. Moore & F.P. Almeida, och fick sitt nu gällande namn av de Hoog, Vicente & D. Attili 2004. Fonsecaea monophora ingår i släktet Fonsecaea och familjen Herpotrichiellaceae.   Inga underarter finns listade i Catalogue of Life.